# Papurana florensis
Papurana florensis es una especie de anfibio anuro de la familia Ranidae.

## Distribución geográfica
Es endémica de las islas menores de la Sonda: Lombok, Sumbawa y Flores (Indonesia).